# Лосево (заказник)
Ло́сево — лісовий заказник місцевого значення в Україні. Розташований у межах Куликівської селищної громади Чернігівського району Чернігівської області, на південь від села Дроздівка.
Площа 10,7 га. Статус присвоєно згідно з рішенням Чернігівської обласної ради від 11.04.2000 року. Перебуває у віданні ДП «Чернігівське лісове господарство» (Дроздівське л-во, кв. 46, вид. 5; кв. 47, вид. 5; кв. 48, вид. 10).
Статус присвоєно для збереження трьох невеликих частин лісового масиву з цінними насадженнями дуба.